# Quênia nos Jogos Olímpicos de Verão de 1968
O Quênia participou dos Jogos Olímpicos de Verão de 1968 na Cidade do México, México.

## Medalhistas

### Ouro
- Kipchoge Keino — Atletismo, 1.500m masculino

- Naftali Temu — Atletismo, 10.000m masculino

- Amos Biwott — Atletismo, 3.000m com obstáculos masculino

### Prata
- Wilson Kiprugut — Atletismo, 800m masculino

- Kipchoge Keino — Atletismo, 5.000m masculino

- Benjamin Kogo — Atletismo, 3.000m com obstáculos masculino

- Daniel Rudisha, Charles Asati, Naftali Bon, e Hezekiah Nyamau — Atletismo, Revezamento 4x400m masculino

### Bronze
- Naftali Temu — Atletismo, 5.000m masculino

- Philip Waruinge — Boxe, Peso Pena